# Batrachorhina dentifera
Batrachorhina dentifera là một loài bọ cánh cứng trong họ Cerambycidae.